# 赵城璧
赵城璧（1898年—20世纪1975年后），蒙古名乌云毕力格（又译乌云毕利格），蒙古族，乌兰察布盟茂明安旗（今內蒙古自治區包頭市達爾罕茂明安聯合旗）人。中華民國大陸時期內蒙古政治人物，中国国民党官员，第一屆中華民國國民大會代表。

## 生平
赵城璧于清朝光绪二十四年（1898年）出生于蒙古族中等牧民家庭。自幼念过小学、简易师范学校。后来，赵城璧曾经在冯玉祥部任职。因会蒙古文、汉文，能当翻译，乃随西北军的一位重要人物赴蒙古人民共和国首都乌兰巴托居住了相当一段时间。回到中国后，赵城璧因故脱离了冯玉祥部，回旗下担任小学教员。
日军及伪军占领察哈尔省东北的多伦之后，打着“复兴蒙古”的旗号，对内蒙古西部，特别是察哈尔部各旗群的高层人士和知识分子不断拉拢。日军驻多伦的特务机关派日本特务伊藤执政、金勋卿、郭勒敏色（又译“郭勒敏塞”）、海洪阿等人携礼物拉拢时任小学教员的赵城璧参加日伪方面的活动。赵城璧不愿意给日本人做事，乃潜赴张家口，后转赴中国内地，参加抗日活动。
后来，赵城璧曾任中国国民党绥蒙党部书记长、调查统计室主任，中国国民党绥蒙、察蒙党部主任特派员。民国37年（1948年），中国人民解放军占领张家口后，赵城璧被俘虏。转押到内蒙古自治区公安厅看守所。“文革”期间，他被送往陕西西安战犯管理所改造，1974年末从陕西调回内蒙古。1975年3月19日，赵城璧获得中华人民共和国特赦。